# Nagy Fortunatus
Nagy Fortunatus (Kapuszina (Bács-Bodrog megye), 1810. április 10. – Buda, 1850. augusztus 1.) Szent Ferenc-rendi kapisztrán szerzetes.
A humaniórák tanára volt Pozsegán.

## Művei
- Elegia honoribus… Josephi Matzek actualis provinciae Capistranae provincialis… Essekini, 1833
- Ode honoribus ill. ac. magn. dni Joannis Caroli Petri comitis a Sermage de Szomszédvár, dum solennem onomaseos diem recoleret, in symbolum perennis gratitudinis, nomine litterariae palaestrae Poseganae, benigna resolutione regia provinciae capistranae congreditae, pie oblatum. Zagrabiae (1835)
- Ode honoribus… Mariani Jaich… ministri provincialis; occasione onomasticae solennitatis in pignus amoris, et sincerae subordinationis nomine subjectae provinciae. Die 19. Aug. 1835. oblatum Posegae. Zagrabiae
- Onomasticon honoribus P. Dominici Kirchmayer, ministri provincialis, occasione solennis onomaseos in perpetuum animi grati symbolum, oblatum ab eiusdem provinciae commembris pridie non. Aug. anno 1841. Eszekinit, 1841
- Carmen votivum ill. dno Josepho Siškovič de Almás et Gödre munus supremi comitis incl. comitatus de Verőcze die 21. Febr. 1842. capessenti ad administris palaestrae liter. Mursensis. Eszekinit, 1842
- Carmen honoribus… P. Josephi Matzek dum solennem onomaseos diem recoleret, in perennem grati animi tesseram oblatum a provincia sibi subordinata, 14. cal. April anno r. s. 1845, Budae

Kéziratban maradt még több magyar és latin verse a szerzet budai rendházában.